# Ibrahim asch-Schahrani
Ibrahim Suwayed asch-Schahrani (arabisch إبراهيم سويد الشهراني, DMG Ibrāhīm Suwayid aš-Šahrānī; * 21. Juli 1974 in Abha) ist ein saudi-arabischer Fußballspieler.

## Karriere

### Klub
Seine Karriere begann er in seiner Heimatstadt beim Abha Club, wo er bis zum Ende der Saison 1995/96 spielte. Die nächsten zwei Folgespielzeiten spielte er danach für al-Nasr, bevor er sich al-Ahli anschloss, für welche er ab hier sechs Spielzeiten auflief. Bevor es ihn zur Saison 2004/05 noch einmal zu al-Ittihad zog, wo er seine Karriere nach der Saison 2008/09 dann auch beendete.

### Nationalmannschaft
Ebenfalls absolvierte er Spiele für die saudi-arabische Fußballnationalmannschaft und war Teilnehmer der Fußball-Weltmeisterschaft 1998 und 2002.